# Mazda MPV
Mazda MPV (MPV - (англ. Multipurpose Passenger Vehicle) - многофункциональное пассажирское транспортное средство) — минивэн, выпускаемый японской фирмой Mazda с 1989 года. Производство для Европы и США прекратилось в 2006 году. В марте 2016 года производство прекращено в Японии.
Первоначально автомобиль имел задний привод. Автомобиль имеет 3 поколения, которые многократно подвергались рестайлингу. На внутрияпонскую версию с правым рулём (1989—1999) устанавливалась раздаточная коробка с механизмом подключения переднего привода, а также возможностью блокировки межосевого дифференциала.

## Первое поколение
Автомобиль появился на рынке Японии в 1989 году. Он был построен на платформе Mazda LV и мог быть в 3- или 5-дверном кузове. Было доступно 3 двигателя — рядный четырёхцилиндровый 2,6-литровый серии G6 и 3-литровый серии JE с конфигурацией V6. Впоследствии, в 96 году, первый был заменён на 2,5-литровый серии G5. Привод — задний, либо полный.

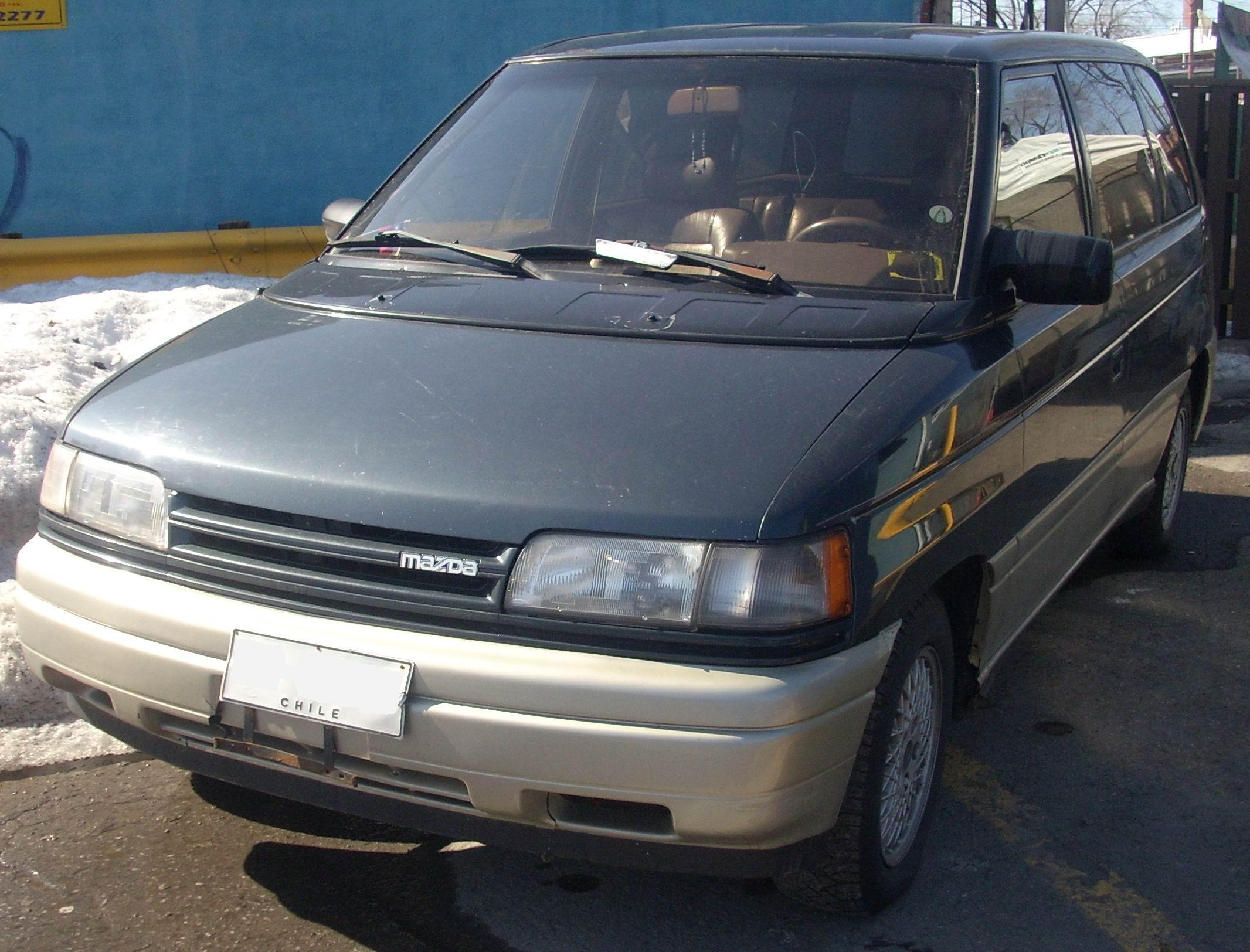
1989— 1992
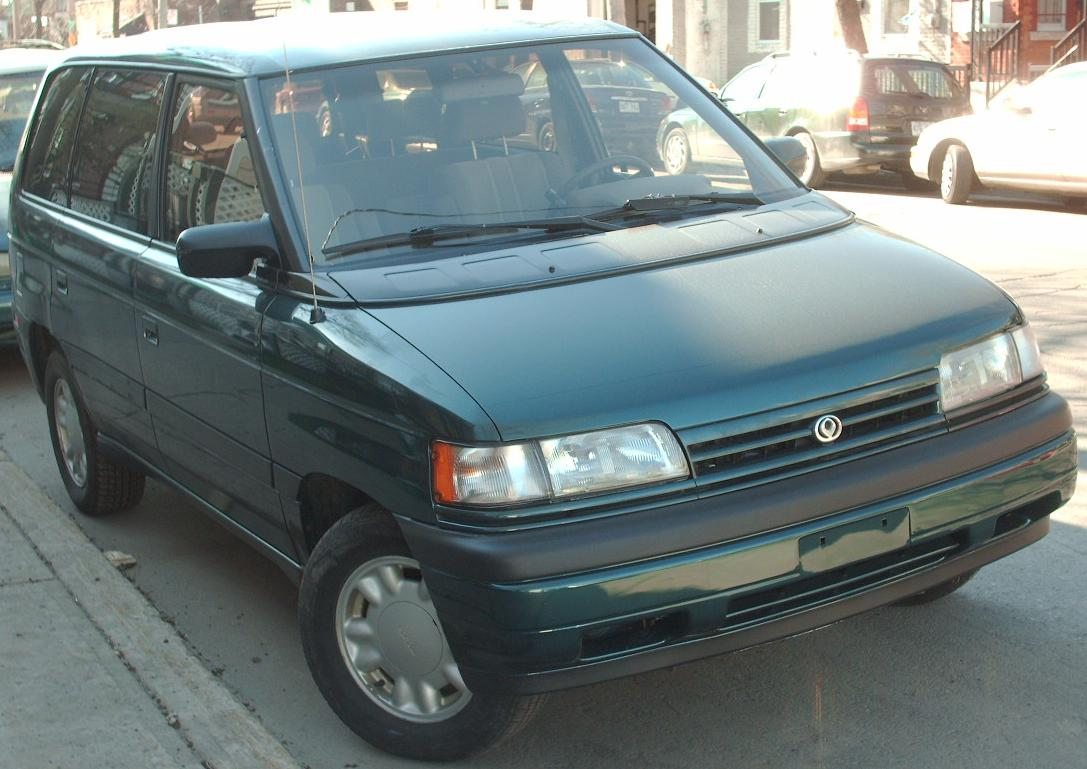
1993— 1994
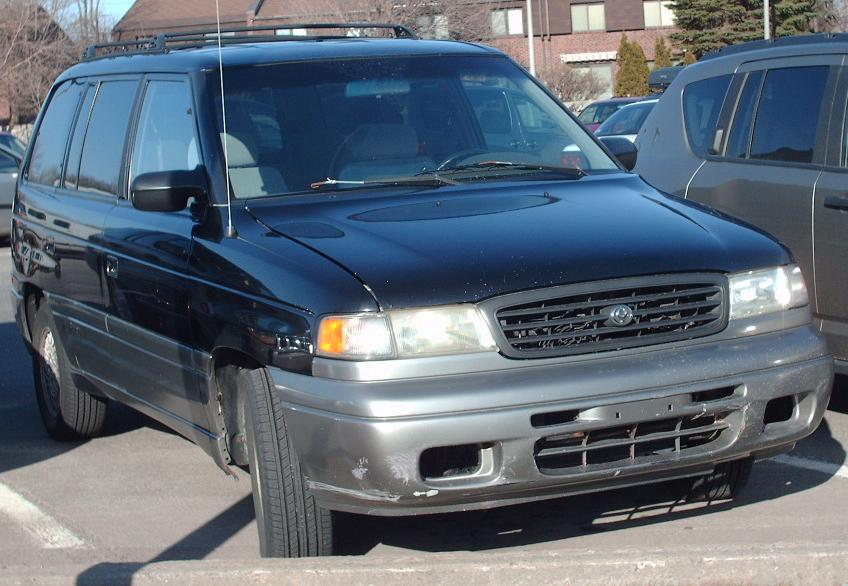
1995— 1996
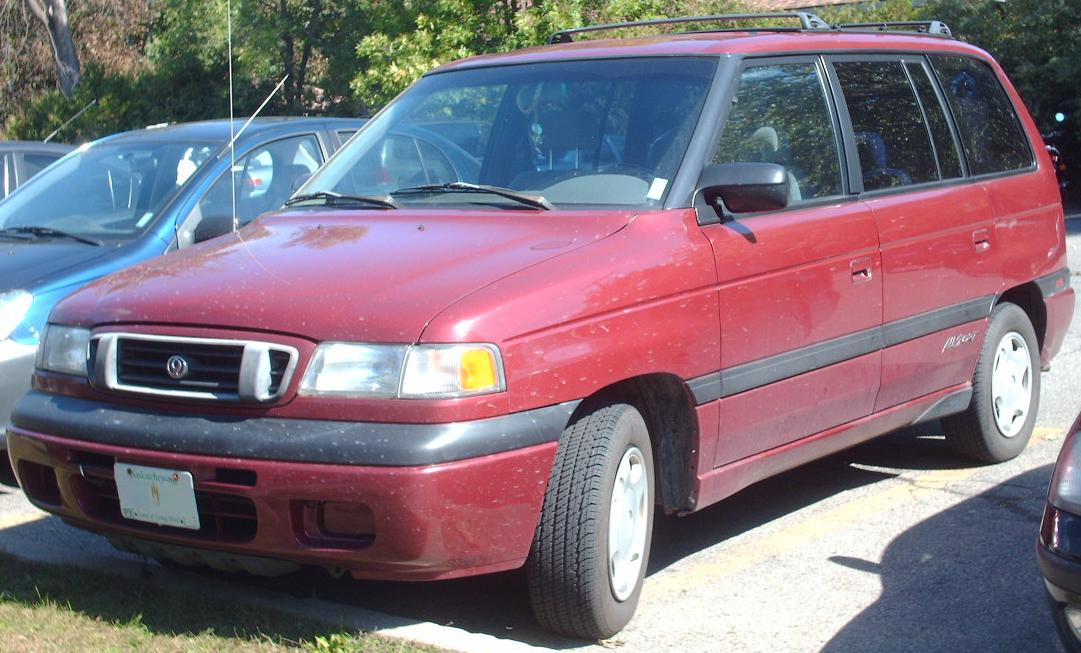
1996— 1997
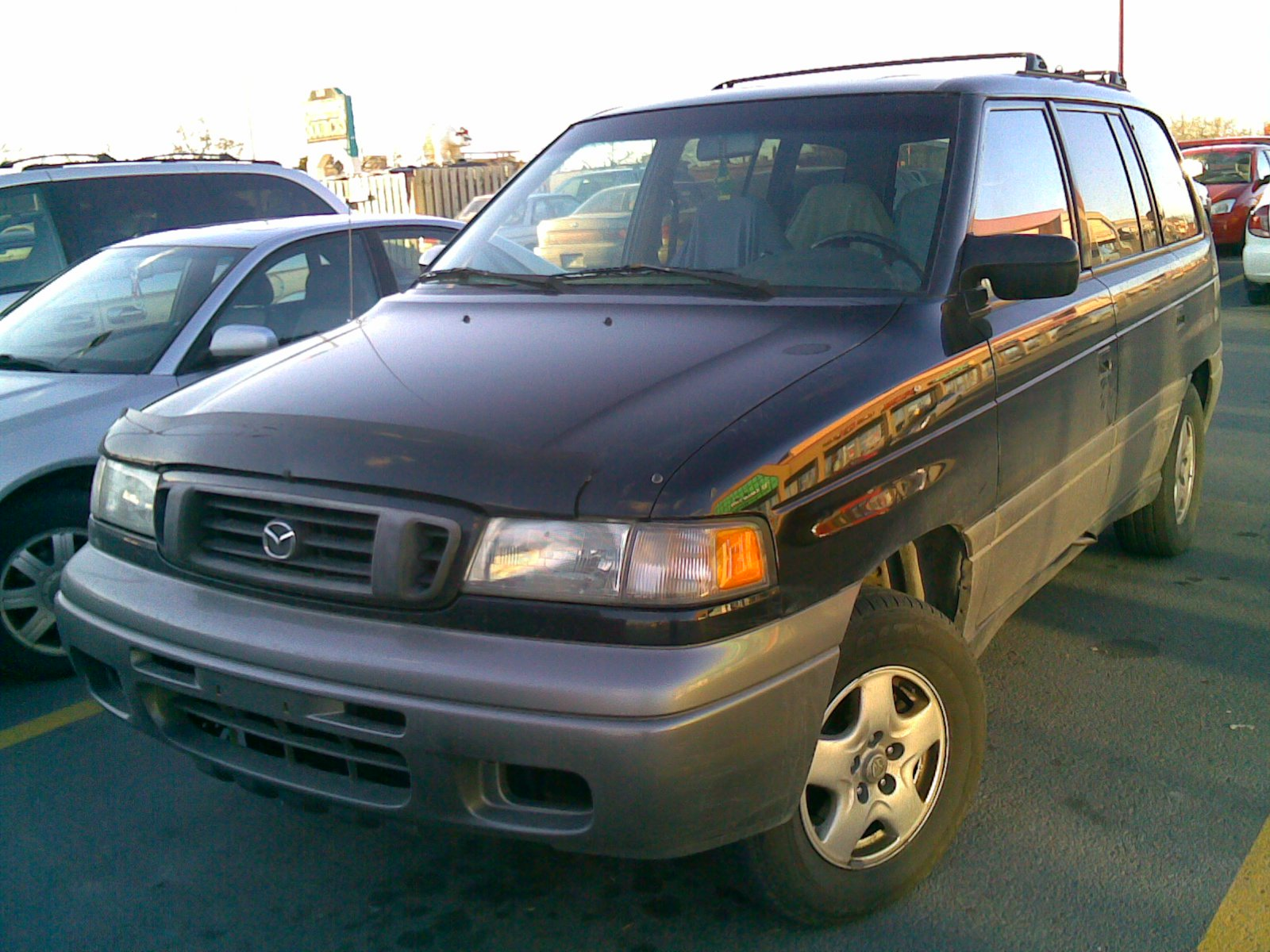
1998— 1999

## Второе поколение
В 1999 году появилось второе поколение автомобиля. Оно было построено на платформе Mazda LW и стало переднеприводным. Исчез 3-дверный кузов, а также прежние двигатели: вместо них появилась линейка моторов от 2 до 2,5 литров, а в 2002 году — до 3 литров. Также появился 2-литровый дизельный двигатель. Это поколение стало последним на рынке США и Европы.

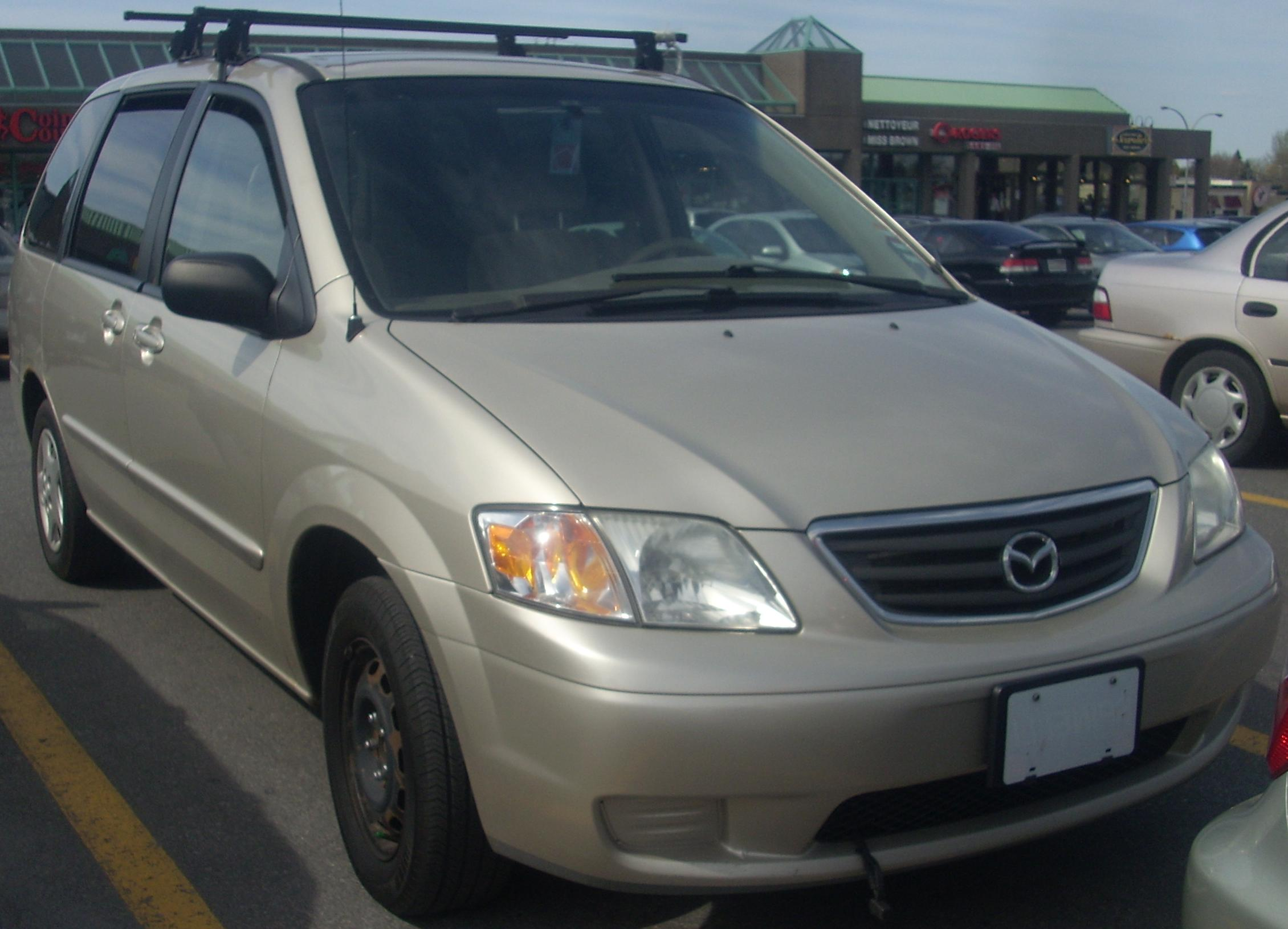
2000— 2001
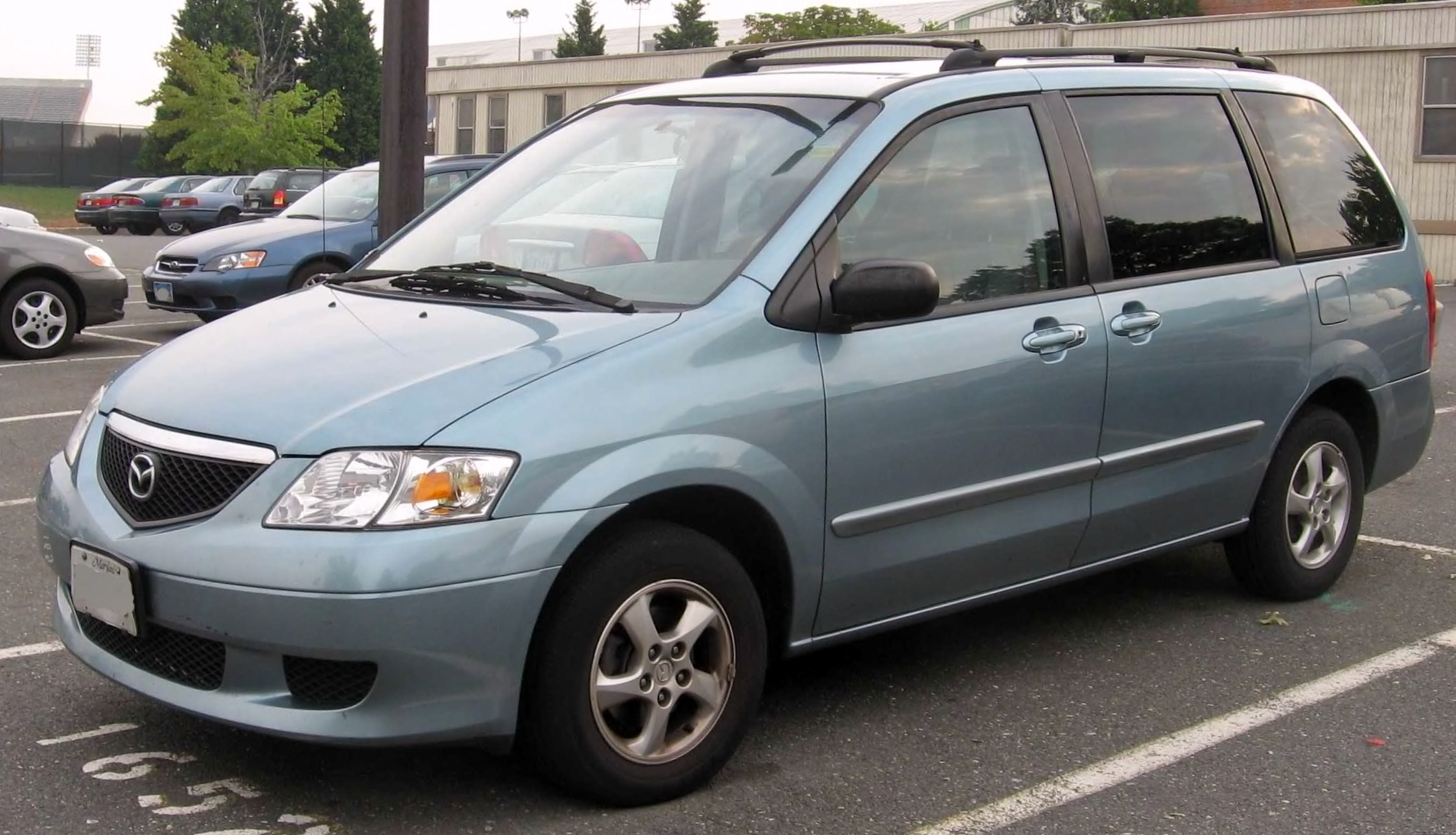
2002— 2003
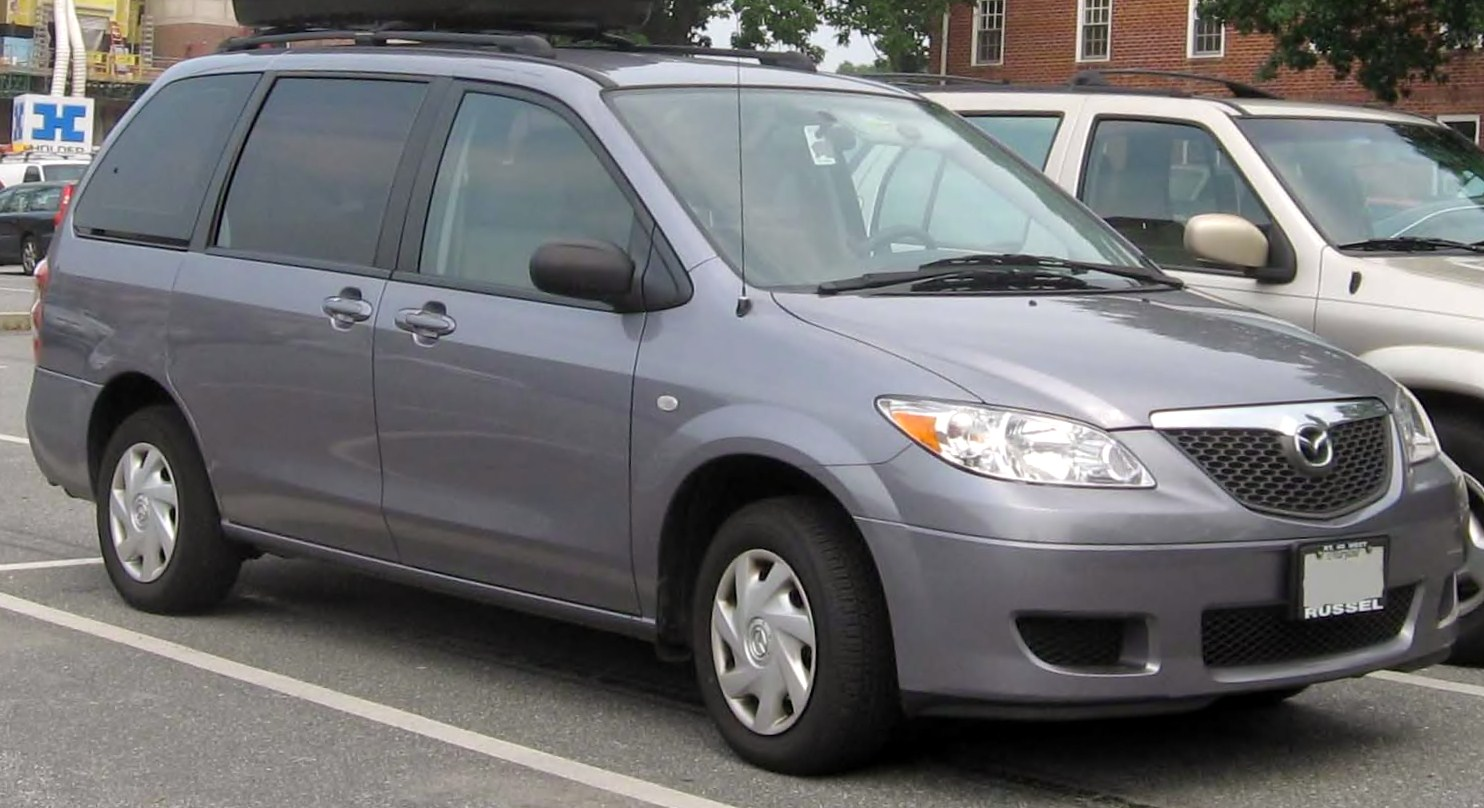
2004— 2006

## Третье поколение
Третье поколение начало производиться 1 января 2007 года в Японии. Оно построено на платформе Mazda LY. Из двигателей остались только 2,3-литровый L3-VE и турбированный L3-VDT.

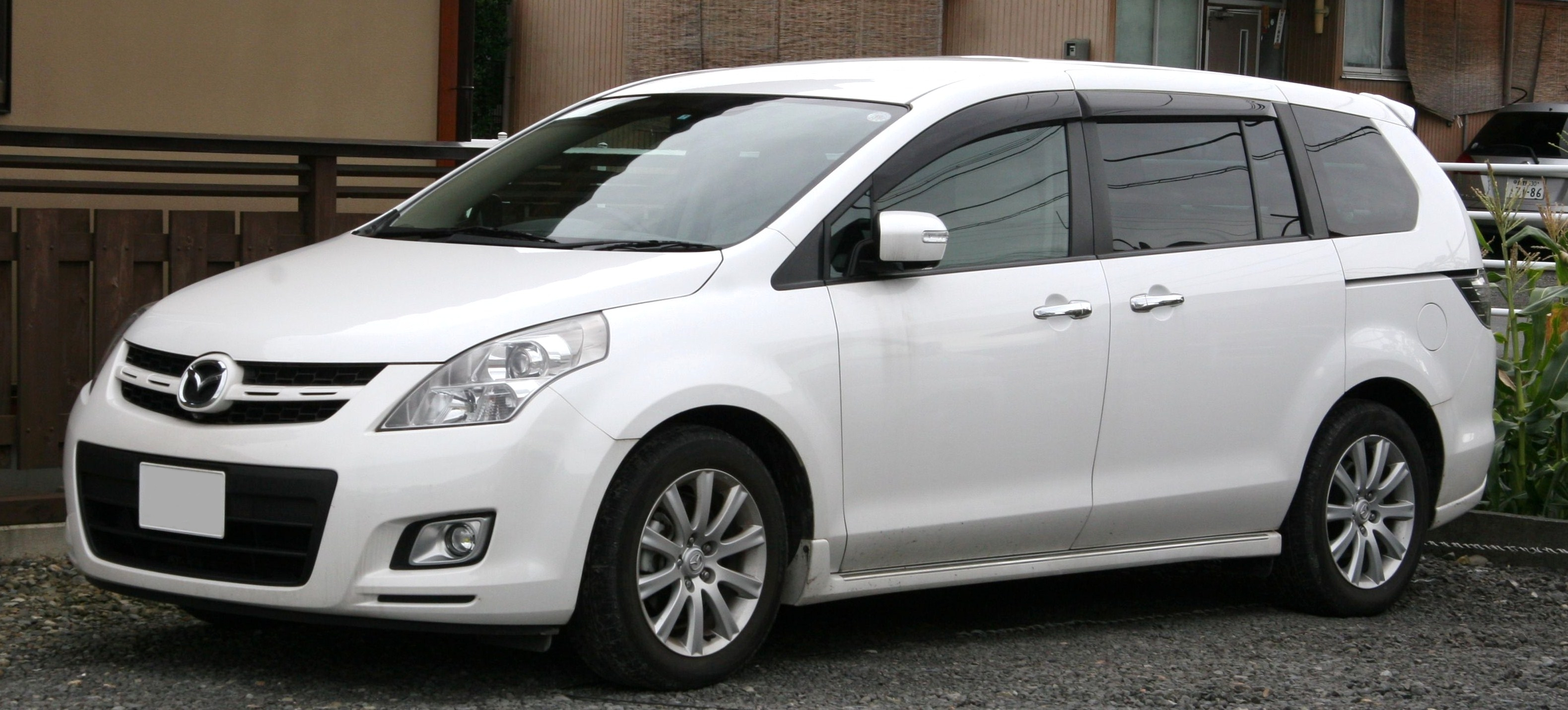
2007— 2008
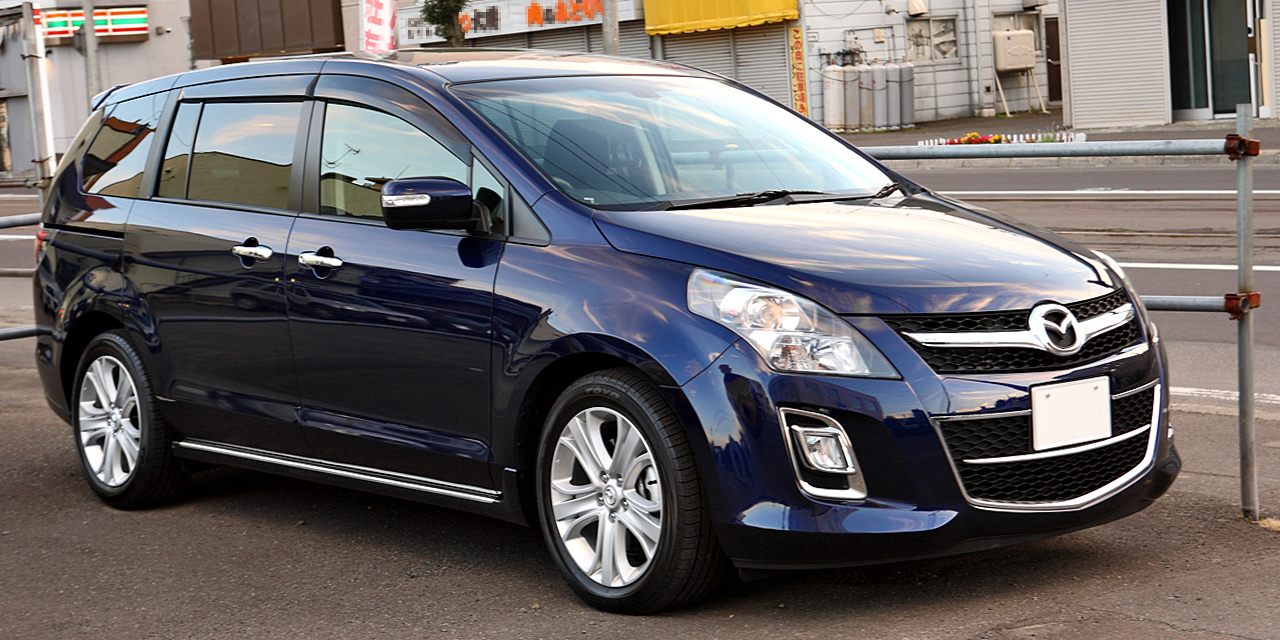
с 2009 года